# L'uomo del vento
L'uomo del vento è un film per la televisione italiano del 2003, diretto da Paolo Bianchini.

## Trama
Massimo, giovane pilota dell'aeronautica militare che, a causa di un incidente, ha provocato il ferimento di alcuni bambini di una scuola elementare, abbandona il corpo. L'uomo riprende gli studi di psicologia che aveva interrotto prematuramente e diventa insegnante di sostegno proprio nella classe vittima della disgrazia. I genitori non sospettano nulla del passato di Massimo e gli affidano i figli ancora in preda allo choc. La situazione si complicherà quando Alida, una giovane vedova mamma di Giulio che da allora non riesce a parlare, comincia a sospettare di lui. Poi un giorno la verità viene a galla.

## Distribuzione
È stato trasmesso il 19 novembre 2003 su Rai Due, vigilia della Giornata internazionale per i diritti dell'infanzia e dell'adolescenza.

## Controversie
Alcune polemiche furono sollevate in quanto la trama del film aveva alcuni particolari somiglianti alla strage dell'Istituto Salvemini, avvenuta il 6 dicembre 1990, ove un aereo militare in avaria penetrò in un istituto tecnico di Casalecchio di Reno uccidendo 12 studenti, e quindi si pensò ad un espediente per un'opera di finzione. Tuttavia l'allora presidente di Rai Fiction dichiarò che il film non prendeva alcuna ispirazione dai fatti di Casalecchio, nonostante la responsabile di produzione avesse dichiarato che c'era stata una leggera rielaborazione del tragico incidente.